# Puerto de Ancares
De Puerto de Ancares is een bergpas in de Sierra de Ancares die de gemeente Navia de Suarna in de provincie Lugo verbindt met de gemeente Valle de Ancares in de provincie León. De hoofdweg over de pas heeft de nummercode LE-4211. De pas heeft een hoogte van 1.648 m boven zeeniveau.
De administratieve locatie van het hoogste punt van de Puerto de Ancares is sinds 2014 een bron van geschil tussen Lugo en León, hoewel dit punt momenteel in Lugo ligt, volgens de metingen van het Spaans Nationaal Geografisch Instituut.

## Ronde van Spanje
De Puerto de Ancares is een bergpas die is geclassificeerd als van eerste categorie of buiten categorie, afhankelijk van de helling van waaruit hij beklommen wordt.
De Vuelta van 2011 passeerde voor het eerst door de Sierra de Ancares, klimmend naar de Puerto de Ancares van Navia de Suarna, Murias de Rao en Balouta op een route van 11,8 kilometer en 912 meter hoogteverschil, in de dertiende etappe van Sarria naar Ponferrada, afdalend naar Tejedo de Ancares, Candín en Vega de Espinareda, langs de route van de LE-4211.
In de Vuelta van 2012 bereikte de veertiende etappe die vertrok vanuit Palas de Rei de finish aan het Cruz de Cespedosa, 2,6 km voor de top van de pas, na het passeren van Navia, Murias en, voor de eerste keer, Pandozarco.
De Vuelta van 2014, etappe 20, hervatte dat laatste stuk van de etappe, maar plaatste de finishlijn hoger op de Puerto de Ancares zelf. Hij werd bekend toen de hellingen naar de pas van de Braña de Pandozarco, in Lugo, het decor waren voor het duel tussen Chris Froome en Alberto Contador, die dat jaar voor de derde keer de Vuelta won.
De bergpas is terug een finish in de dertiende etappe van de Vuelta van 2024. Deze rit werd gewonnen door de Canadees Michael Woods.
| Jaar | Etappe | Start                        | Aankomst          | Eerste boven      |
| ---- | ------ | ---------------------------- | ----------------- | ----------------- |
| 2011 | 13     | Sarria                       | Ponferrada        | Daniel Moreno     |
| 2012 | 14     | Palas de Rei                 | Puerto de Ancares | Joaquim Rodríguez |
| 2014 | 20     | Santa Estevo de Ribas do Sil | Puerto de Ancares | Alberto Contador  |
| 2024 | 13     | Lugo                         | Puerto de Ancares | Michael Woods     |